# Gunter (Texas)
Gunter è un centro abitato degli Stati Uniti d'America situato nella contea di Grayson dello Stato del Texas.
La popolazione era di 1.498 persone al censimento del 2010. Fa parte dell'area metropolitana di Sherman–Denison.

## Geografia fisica
Gunter è situata a 33°27′05″N 96°44′40″W (33.451331, -96.744479).
Secondo lo United States Census Bureau, ha un'area totale di 1,5 miglia quadrate (3,9 km²).

## Società

### Evoluzione demografica
Secondo il censimento del 2010 c'erano 1.498 persone, 324 nuclei familiari e 243 famiglie residenti nella città. La densità di popolazione era di 818,7 persone per miglio quadrato (316,6/km²). C'erano 345 unità abitative a una densità media di 229,6 per miglio quadrato (88,8/km²). La composizione etnica della città era formata dall'82,36% di bianchi, lo 0,73% di afroamericani, l'1,22% di nativi americani, lo 0,49% di asiatici, il 13,41% di altre razze, e l'1,79% di due o più etnie. Ispanici o latinos di qualunque razza erano il 24,88% della popolazione.
C'erano 324 nuclei familiari di cui il 43,5% aveva figli di età inferiore ai 18 anni, il 56,8% erano coppie sposate conviventi, il 13,9% aveva un capofamiglia femmina senza marito, e il 24,7% erano non-famiglie. Il 23,5% di tutti i nuclei familiari erano individuali e il 14,8% aveva componenti con un'età di 65 anni o più che vivevano da soli. Il numero di componenti medio di un nucleo familiare era di 3,02 e quello di una famiglia era di 3,60.
La popolazione era composta dal 28,0% di persone sotto i 18 anni, il 9,8% di persone dai 18 ai 24 anni, il 24,6% di persone dai 25 ai 44 anni, il 16,9% di persone dai 45 ai 64 anni, e il 20,7% di persone di 65 anni o più. L'età media era di 35 anni. Per ogni 100 femmine c'erano 84,4 maschi. Per ogni 100 femmine dai 18 anni in giù, c'erano 80,2 maschi.
Il reddito medio di un nucleo familiare era di 40.000 dollari, e quello di una famiglia era di 41.957 dollari. I maschi avevano un reddito medio di 30.625 dollari contro i 25.938 dollari delle femmine. Il reddito pro capite era di 13.535 dollari. Circa il 6,2% delle famiglie e il 7,7% della popolazione erano sotto la soglia di povertà, incluso il 7,7% di persone sotto i 18 anni e il 7,2% di persone di 65 anni o più.